# Ferocactus lindsayi
Ferocactus lindsayi es una especie de planta de la familia de las cactáceas. Es originaria de México.

## Descripción
Se trata de una planta globular, que crece individualmente con el tallo esférico a corto cilíndrico, de color verde grisáceo y alcanza los 40 centímetros de diámetro y una altura de hasta 60 centímetros. Tiene 13-18 costillas con espinas grises. La espina central es única, recta,  redonda y larga de hasta 4,5 cm. Las cinco a seis espinas radiales son rectas o ligeramente curvadas y tienen una longitud de 2,5 a 3 centímetros. Las flores tienen forma de campana, de color amarillo y crecen hasta una longitud de 5 centímetros y tienen un diámetro de 3 a 4 centímetros. Las frutas de 1.5 cm de largo, con forma de huevo  son de color púrpura.

## Distribución
Ferocactus lindsayi se encuentra en el estado mexicano de Michoacán en la cuenca del río Balsas.

## Taxonomía
Ferocactus lindsayi fue descrita por Helia Bravo Hollis y publicado en Cactáceas y Suculentas Mexicanas 11: 9, en el año 1966.
Etimología
Ferocactus: nombre genérico que deriva del adjetivo latíno "ferus" = "salvaje" , "indómito" y "cactus", para referirse a las fuertes espinas de algunas especies.
El epíteto específico lindsayi honra al botánico estadounidense George Edmund Lindsay (1917-2002).